# 1273

## Догађаји
- 22. јануар – Султан Мухамед I (или Ибн ел-Ахмар) задобија смртоносне повреде након пада са коња близу града Гранаде током мање војне експедиције. Наслеђује га син Мухамед II, који постаје владар Гранадског емирата. Мухамед започиње преговоре са краљем Алфонсом X о склапању мира са Кастиљом, али одбија да одобри примирје гувернерима Бану (arraeces) Малаге и Гвадикса у Андалузији.
- Јесен – Султан Мухамед II од Гранаде шаље посланство на двор Алфонса X у Севиљи, где је примљено са почастима. Алфонсо пристаје на захтеве Гранаде да оконча своју подршку Бану Ашкилули, у замену за обећање да Мухамед постане Алфонсов вазал. Мухамед му плаћа 450.000 мараведија сваке године као данак и даје Бану побуњеницима примирје на две године.
- 1. октобар – Рудолф I је изабран за краља Немачке уместо ривалског кандидата Отокара II, краља Бохемије, чиме је окончано Велико међувлашће. Он је први од многих Хабзбурговаца који је заузео престо и крунисан је у Ахенској катедрали 24. октобра. Отокар одбија да призна Рудолфа као новог владара и ставља се под царску забрану, што доводи до избијања рата 1276. године.
- Јул – Мамелучке снаге под Бајбарсом заузимају последње преостало упориште секте Реда убица (Хашашин), замак Ал-Кахф.
- Август – Монголске снаге окружују замак Ал-Бира. Бајбарс заобилази непријатеља камилама и колима. Покреће разорни напад и разбија Монголе.
- Децембар – Следбеници персијског песника и мистика Румија оснивају Мевлевијски ред („вртећи дервиши“) у граду Конји.
- 14. март – Битка код Сјангјанга: Кинеске снаге се предају Кублај-кановом генералу Ајуу (или Ачуу) након шестогодишње опсаде. Битка је прва у којој је у борби коришћено ватрено оружје.
- У Кореји, побуна Самбјеолчо против династије Горјео (вазалске државе династије Јуан) завршава се поразом побуњеничких снага.
- Алфонсо X ствара и додељује привилегије Мести како би промовисао индустрију вуне, штитећи власнике стоке и њихове животиње у Кастиљској круни.
- 6. октобар – Тома Аквински, италијански свештеник и теолог, пише „Summa Theologica“, ремек-дело католичке теологије, остављајући га недовршеним, након што је доживео мистично искуство током мисе.

## Смрти

### Април
- 9. октобар — Елизабета Баварска, краљица Немачке

### Децембар
- 7. децембар — Џелалудин Руми, персијски песник и филозоф